# Ernst & Sohn
Ernst & Sohn est une filiale du groupe d'édition Wiley-Blackwell basé à Hoboken. Ernst & Sohn est fondée à Berlin en 1851 par Wilhelm Ernst et Heinrich Korn et est l'un des principaux éditeurs spécialisés pour les ingénieurs civils dans le monde germanophone. La maison d'édition est basée à Berlin depuis sa création. Le programme comprend 10 revues spécialisées, dont 4 en anglais, ainsi que des numéros spéciaux et de nombreux ouvrages en allemand et en anglais et diverses bases de données et sites Web. Le prix du génie civil récompense des réalisations exceptionnelles en architecture depuis 1988.

## Produits

### Livres
Le Beton-Kalender (de), né en 1906, est l'ouvrage le plus important de l'histoire de la maison d'édition. Le programme de livres fournit des informations spécialisées, sous forme imprimée et électronique, sur tous les domaines de la pratique du génie civil : construction en béton armé et en acier, conception et calcul de structures, physique du bâtiment, géotechnique, gestion de la construction et normalisation, ainsi que sur des "spécialistes" tels que le transport. et la construction d'installations sportives ou l'ingénierie hydraulique.
En plus du calendrier du béton, les autres publications annuelles telles que le Mauerwerk-Kalender, le Stahlbau-Kalender et le Bauphysik-Kalender, des ouvrages standard en plusieurs volumes tels que le livre de poche Holzbau-Taschenbuch et le livre de poche Grundbau-Taschenbuch (de) ainsi que des monographies sur des sujets particuliers sont également bien connus. L'un des ouvrages de langue anglaise les plus connus est Neuferts Architects' Data, qui est publié dans sa 4e édition en 2012.
La coopération à long terme avec des sociétés telles que la Société allemande de géotechnique (DGGT) ou la Fédération internationale des structures en béton (fib) conduit à des projets communs tels que les titres fib Model Code for Concrete Structures 2010, EA Pfähle – Empfehlungen des Arbeitskreises Pfähle, Empfehlungen des Arbeitsausschusses Ufereinfassungen (EAU), Empfehlungen des Arbeitsausschusses Baugruben (EAB) und EBGEO – Recommendations for Design and Analysis of Earth Structures using Geosynthetic Reinforcements ou des titres de la série ECCS tels que Design of cold-formed steel structures. De 1877 à 1998, la maison d'édition publie la série de livres Berlin und seine Bauten, publiée par l'Association des architectes et ingénieurs de Berlin (AIV).

### Revues
Les magazines classiques tels que Bautechnik (de), Beton- und Stahlbetonbau (de) et Stahlbau (de) façonnent l'industrie depuis plus de 90 ans. En 1979, l'éditeur élargit son portefeuille de revues pour inclure Bauphysik (de). Aujourd'hui, 10 revues spécialisées font partie du programme. Ils ne présentent que des contributions évaluées par des pairs et sont certifiés ISI depuis 2007.
Les revues anglophones Geomechanics and Tunnelling (de), Steel Construction (de), Mauerwerk - European Journal of Masonry (de), ainsi que la revue en ligne Civil Engineering Design, publiée depuis début 2019, s'adressent aux experts du monde entier. Les magazines suivants sont publiés en coopération avec des associations nationales et internationales : Steel Construction - Design and Research (revue membre de l'ECCS - European Convention for Constructional Steelwork (de)), geotechnik (organe de la DGGT - Société allemande de géotechnique (de)) et Geomechanics and Tunnelling (revue des membres de l'ÖGG, la société autrichienne de géomécanique (de)). La base de données d'articles d'Ernst & Sohn contient près de 30 000 articles et rapports de toutes les revues depuis 1967. Ces contributions et d'autres sont également intégrées dans la collection de données de John Wiley & Sons, Wiley Online Library (WOL).

### En ligne
L'éditeur Ernst & Sohn gère le magazine en ligne Momentum depuis 2012. Selon l'éditeur, le groupe cible est composé d'ingénieurs civils, d'architectes et de personnes intéressées par les questions techniques de construction dans leur contexte social et historique.

## Histoire
Wilhelm Ernst & Sohn, maison d'édition pour l'architecture et les sciences techniques GmbH & Co. KG, est fondée en 1888 et succède à la maison d'édition précédente d'Ernst & Korn . Ernst & Korn Berlin fondée en 1851 par Wilhelm Ernst (1814-1894), qui reprend la maison d'édition Reimarus et la boutique de livres et d'art de Gropius à Berlin et Potsdam en 1850, et Heinrich von Korn (de) (1829-1907), qui a appris de Gropius et fait venir une imprimerie. Korn quitte le partenariat en 1880. Ils distribuent leurs publications au début via le Berlin Gropius'sche Buch- und Kunsthandlung et en partie via le Breslauer WG (de) Korn'sche Buchhandlung. Fondée en 1827, la librairie Gropiussche appartient à la famille d'artistes et d'architectes Gropius (de). Les fondateurs sont les frères Carl, Ferdinand et Friedrich George Gropius, dont le père est un ami de Karl Friedrich Schinkel.
Avec les titres « Zeitschrift für Bauwesen » (à partir de 1851, tirage à 13 000 exemplaires) et « Zentralblatt der Bauverwaltung » (à partir de 1881, tirage à 5 000 exemplaires), Ernst & Korn a dans son programme les principales revues professionnelles d'ingénieurs civils de l'époque. L'initiative de la fondation vient de l'administration prussienne du bâtiment et de l'association des architectes. Le centre de recherche en construction à Berlin est l'académie d'architecture de Schinkel et la maison d'édition y est également basée jusqu'en 1877 (plus tard au 90 Wilhelmstraße près de la maison de l'architecte). En outre, il y a Architektonisches Skizzenbuch (de), Die Denkmalpflege (de) (à partir de 1899) et le manuel d'ingénierie Die Hütte (de) (fondé par l'association du même nom à l'Académie commerciale de Berlin en 1846), qu'Ernst and Son publie jusqu'en 1971.
En 1891, le fils de Wilhelm Ernst, Georg Eberhard Ernst (1852–1902), rejoint la maison d'édition. La maison d'édition s'appelle alors Wilhelm Ernst & Sohn. Georg Eberhard Ernst reprend la maison d'édition après la mort de Wilhelm Ernst en 1894. La maison d'édition est fortement développée par Georg Ernst (de) (1880-1950), qui reprend la maison d'édition en 1902 après la mort de son père Georg Eberhard Ernst. Il agrandit la maison d'édition notamment dans le domaine du béton armé émergent, en collaborant avec Friedrich Ignaz von Emperger, pionnier dans ce domaine. En 1904, le magazine Beton und Eisen (plus tard appelé Beton- und Stahlbetonbau (de)) fondé par Emperger à Vienne en 1901, est reprise, en 1905 le Beton-Kalender est publié (également créé à l'initiative d'Emperger) et en 1908 parut le Handbuch für Eisenbetonbau. À partir de 1910, les cahiers du Comité allemand du béton armé (de) sont ajoutés. Le premier numéro de Bautechnik (de) paraît en 1923 et Stahlbau (de) en 1928 (en complément de Bautechnik et indépendamment de 1952). Bautechnik est fondée après que la maison d'édition abandonne les revues Zentralblatt für Bauverwaltung, Zeitschrift für Bauwesen et Die Denkmalpflege en 1922 en raison de l'inflation et de désaccords avec les autorités (qui sont co-éditeurs). Au lieu de cela, une nouvelle revue doit couvrir tous les aspects de l'ingénierie structurelle.
Dès le XIXe siècle, de célèbres ingénieurs civils publient dans la maison d'édition (par exemple Johann Wilhelm Schwedler (de), Heinrich Müller-Breslau, Christian Otto Mohr, Friedrich Engesser, Hermann Zimmermann (de) et August Wöhler).
À l'occasion du 170e anniversaire de la maison d'édition, une chronique est publiée sur son site web en janvier 2021